# Брликова, Симона
Симона Брликова (англ. Simona Brhlikova; род. 14 сентября 1984, Михаловце), также известна как Симона Роман — словацкая актриса.

## Биография
Симона Брликова родилась в городе Михаловце, Чехословакия. В 17 лет Симона отправилась путешествовать сначала на Аляску, а затем в Кению. Окончила торговую академию в Словакии, затем университетский колледж Лондона, прошла подготовку в Королевской академии драматического искусства и актёрском центре Лондона. Говорит на семи языках: английском, французском, чешском, итальянском, словацком, русском и польском.
Участвовала в театральных постановках «Много шума из ничего», «Как вам это понравится», «Пиковая дама», «Монологи вагины». Дебютировала на телевидении в 2004 году в 2 эпизодах сериала «Жёны футболистов». В 2011 году вместе с Уэсли Снайпсом снялась в фильме «Висельники».

## Личная жизнь
В настоящее время живёт и работает в Голливуде, США. Владеет 7 языками: английским, французским, чешским, итальянским, словацким, русским и польским.

## Фильмография
| Год       |     | Русское название               | Оригинальное название         | Роль                  |
| --------- | --- | ------------------------------ | ----------------------------- | --------------------- |
| 2004—2005 | с   | Жёны футболистов               | Footballers' Wives            | жена                  |
| 2005      | с   | Любовные письма Казановы       | Casanova's Love Letters       | М.М.                  |
| 2005      | ф   | В дурмане                      | Stoned                        | мюнхенский нарушитель |
| 2006      | в   | Ликантропия                    | Lycanthropy                   | Аканта                |
| 2006      | кор | Король Лондона                 | King of London                | Катарина              |
| 2006      | с   | Плохие девочки                 | Bad Girls                     | медсестра             |
| 2006      | с   | Жизнь начинается               | Life Begins                   | Натали                |
| 2006      | ф   | Казино «Рояль»                 | Casino Royale                 | девушка с досье       |
| 2007      | с   | Компьютерщики                  | The IT Crowd                  | фельдшер              |
| 2007      | ф   | Сальса                         | Sambar Salsa                  | Сьюзан Бедфорд        |
| 2010      | ф   | Хищение путём обмана           | Theft by Deception            | Оливия                |
| 2011      | кор | Бунтарь                        | Rebel                         | девушка               |
| 2011      | кор | Древо Иисуса                   | Treesus for Jeesus            | Ив                    |
| 2012      | ф   | Вульфдог                       | Wolf Dog                      | русская подруга       |
| 2013      | ф   | Мэдофф: Разворовывание Америки | Madoff: Made Off with America | Урсула                |
| 2013      | ф   | Висельники                     | Gallowwalkers                 | Кисскат               |
| 2013      | ф   | Вендетта                       | Vendetta                      | София                 |
| 2014      | кор | Сказка о Лалаленде             | A Fairy Tale of La La Land    | Надя                  |
| 2015      | ф   | Любовь наркомана               | Love Addict                   | Пэйдж                 |
| 2015      | тф  | Оранжевый код                  | Kode Orange                   | детектив Кецкарова    |
| 2016      | ф   | Восьмой                        | 8ish                          | Мэдди                 |